# Phricanthes asperana
Phricanthes asperana es una especie de polilla de la familia Tortricidae. Se encuentra en Australia desde el norte de Queensland hasta el sur de Nueva Gales del Sur. El hábitat está formado por los márgenes de las selvas tropicales y los bosques húmedos de eucaliptos.

## Alimentación
Las larvas se alimentan de Hibbertia scandens. Doblan las hojas de su planta huésped.